# 天水圍北 (選區)
天水圍北（英語：Tin Shui Wai North，代號M4）是香港元朗區議會下轄的選區，2023年改制後設立，定為雙議席選區。

## 範圍
現時選區包括天水圍新市鎮北部，由天水圍南及屏廈選區包圍。值得一提的是，基於天水圍南選區包括屏山及厦村的鄉郊地帶，為平衡人口，本區與天水圍南及屏廈選區以天水圍公園為界，而非坊間常用的天華路。
投票站設有十三個，分別位於東華三院姚達之紀念小學（元朗）、賽馬會萬鈞毅智書院、東華三院李東海小學、香港青年協會李兆基小學、天水圍天主教小學、伊利沙伯中學舊生會中學、天水圍循道衛理中學、天晴社區會堂、天暉路社區會堂、聖公會天水圍靈愛小學、順德聯誼總會伍冕端小學、順德聯誼總會翁祐中學、元朗公立中學校友會鄧英業小學。

## 沿革
2023年香港選舉改革將區議會所有單議席選區取消，元朗區定為四個雙議席選區，共選出八席民選議員。天水圍北選區由原有單議席的嘉湖北、天恒、宏逸、逸澤、瑞華、頌華、頌栢、悅恩、晴景、富恩選區合併而成。
2023年區議會選舉，估算人口有183,528人，選民有116,163人，吸引到三人參選。

## 歷屆議員
| 選區名稱 | 屆別           | 議員   | 政治聯繫 | 政治聯繫 | 議員   | 政治聯繫 | 政治聯繫 |
| -------- | -------------- | ------ | -------- | -------- | ------ | -------- | -------- |
| 天水圍北 | 2024年－2027年 | 姚國威 |          | 工聯會   | 賴玥均 |          | 民建聯   |

## 歷屆選舉結果
| 政党   | 政党   | 候选人    | 票数   | %     | ± |
| ------ | ------ | --------- | ------ | ----- | - |
|        | 經民聯 | ①. 陶皓訊 | 3,885  | 13.47 |   |
|        | 工聯會 | ②. 姚國威 | 13,540 | 46.94 |   |
|        | 民建聯 | ③. 賴玥均 | 11,418 | 39.59 |   |
| 多数票 | 多数票 | 多数票    | 7,533  | 26.12 |   |

## 資料來源
1. ↑   (PDF).   [2023年8月23日]. （原始内容 (PDF)存档于2023年10月20日） （繁体中文）.
2. ↑   (PDF).   [2023年11月17日].
3. ↑   (PDF). 選舉管理委員會. 2023-07-11  [2023-08-23]. （原始内容存档 (PDF)于2023-10-14）.
4. ↑   (PDF).   [2023-11-19]. （原始内容存档 (PDF)于2023-11-16）.
5. ↑   (PDF).   [2023-08-23]. （原始内容存档 (PDF)于2023-10-20）.
6. ↑   (PDF).   [2023-11-17].